# Discografia di Anna Abreu
Questa pagina contiene l'intera discografia di Anna Abreu, una cantante pop finlandese.

## Album di studio
| Anno | Album               | Classifica | Certificazione          | Vendite |
| ---- | ------------------- | ---------- | ----------------------- | ------- |
| 2007 | Anna Abreu          | 1          | Doppio disco di platino | 86 170  |
| 2008 | Now                 | 1          | Disco di platino        | 50 695  |
| 2009 | Just a Pretty Face? | 2          | Disco di platino        | 33 278  |
| 2011 | Rush                | 1          | Disco d'oro             | 11 940  |
| 2014 | V                   | 4          | –                       | –       |

## Raccolte
| Anno | Album         | Classifica | Certificazione | Vendite |
| ---- | ------------- | ---------- | -------------- | ------- |
| 2012 | Greatest Hits | 18         | –              | –       |

## Singoli
| Anno | Singolo                            | Classifica | Classifica | Classifica | Certificazioni   | Vendite | Album               |
| Anno | Singolo                            | Singoli    | Download   | Radio      | Certificazioni   | Vendite | Album               |
| ---- | ---------------------------------- | ---------- | ---------- | ---------- | ---------------- | ------- | ------------------- |
| 2007 | End of Love                        | 8          | 1          | –          | Disco d'oro      | –       | Anna Abreu          |
| 2007 | Ivory Tower                        | 5          | 2          | –          | Disco d'oro      | –       | Anna Abreu          |
| 2008 | Are You Ready                      | –          | 17         | –          | –                | –       | Anna Abreu          |
| 2008 | Vinegar                            | 1          | 1          | –          | Disco di platino | –       | Now                 |
| 2008 | Silent Despair                     | –          | 25         | –          | –                | –       | Now                 |
| 2009 | Something About U                  | –          | –          | –          | –                | –       | Now                 |
| 2009 | Come Undone                        | –          | –          | –          | –                | –       | Now                 |
| 2009 | Music Everywhere                   | 2          | 6          | –          | Disco di platino | –       | Just a Pretty Face? |
| 2009 | Impatient                          | –          | –          | –          | –                | –       | Just a Pretty Face? |
| 2011 | Hysteria                           | 6          | 6          | –          | –                | –       | Rush                |
| 2011 | Worst Part Is Over (feat. Redrama) | –          | –          | –          | –                | –       | Rush                |
| 2014 | Ra-ta ta-ta                        | 17         | 6          | 4          | –                | –       | V                   |
| 2014 | Right In Front Of You              |            | 21         | 32         | –                |         | V                   |
| 2015 | Bandana                            | –          | 2          | 80         | –                | –       |                     |

## Singoli promozionali
| Anno | Singolo     | Classifica | Classifica | Classifica | Certificazioni | Vendite             | Album |
| Anno | Singolo     | Singoli    | Download   | Radio      | Certificazioni | Vendite             | Album |
| ---- | ----------- | ---------- | ---------- | ---------- | -------------- | ------------------- | ----- |
| 2010 | Slam        | –          | –          | –          | –              | Just a Pretty Face? |       |
| 2011 | Stereo      | 24         | –          | –          | –              | –                   | Rush  |
| 2011 | Be With You | –          | –          | –          | –              | –                   | Rush  |

## Partecipazioni
| Anno | Singolo                                     | Classifica | Classifica | Classifica | Certificazioni | Vendite | Album          |
| Anno | Singolo                                     | Singoli    | Download   | Radio      | Certificazioni | Vendite | Album          |
| ---- | ------------------------------------------- | ---------- | ---------- | ---------- | -------------- | ------- | -------------- |
| 2014 | Huominen on huomenna (JVG feat. Anna Abreu) | 1          | 1          | 1          | –              | –       | Voitolla yöhön |

## Altri brani musicali
| Anno | Singolo                | Classifica | Classifica | Classifica | Certificazioni | Vendite | Album                 |
| Anno | Singolo                | Singoli    | Download   | Radio      | Certificazioni | Vendite | Album                 |
| ---- | ---------------------- | ---------- | ---------- | ---------- | -------------- | ------- | --------------------- |
| 2007 | Broken                 | –          | 11         | –          | –              | –       | Idols                 |
| 2007 | Solta-se O Beijo       | –          | 23         | –          | –              | –       | Anna Abreu            |
| 2008 | Work It Out            | –          | 27         | –          | –              | –       | Now                   |
| 2013 | Kylmästä lämpimään     | 3          | 1          | 6          | –              | –       | Vain elämää - Kausi 2 |
| 2013 | Poplaulajan vapaapäivä | 17         | 29         | –          | –              | –       | Vain elämää - Kausi 2 |

## Video musicali
| Anno | Titolo                | Regista           | Note   |
| ---- | --------------------- | ----------------- | ------ |
| 2007 | End of Love           | Kusti Manninen    | –      |
| 2007 | Ivory Tower           | Kusti Manninen    | –      |
| 2008 | Vinegar               | Kusti Manninen    | –      |
| 2008 | Silent Despair        | Misko Iho         | –      |
| 2009 | Music Everywhere      | Mikko Harma       | –      |
| 2009 | Impatient             | Mikko Harma       | –      |
| 2011 | Hysteria              | Mikko Harma       | –      |
| 2011 | Stereo                | Jaakko Itäaho     | –      |
| 2014 | Ra-ta ta-ta           | Hannu Aukia       | [ 27 ] |
| 2014 | Right In Front Of You | Taito Kawata      | [ 28 ] |
| 2015 | Bandana               | Joonas Kenttämies | [ 29 ] |